# 张望 (版画家)
张望（1916年—1992年），原名张发赞，笔名致平、克之、张抨，男，广东潮州人，中国版画家、美术教育家、文艺理论家，中国美术家协会理事，鲁迅美术学院原院长。